# Octave Rabaté
Pour les articles homonymes, voir Rabaté.
Octave Rabaté est un syndicaliste, dirigeant communiste, journaliste et résistant français, né le 13 mai 1899 à Nogent-le-Rotrou et mort le 8 juillet 1964 à Suresnes.

## Biographie
Né de parents ouvriers, Octave Rabaté exerce les métiers d'ajusteur ou de fraiseur dans la métallurgie en région parisienne. Il adhère en 1917 à l'Union des mécaniciens de la Seine, syndicat qui fusionne avec les différents syndicats des métaux en 1919, avant la scission au sein de la CGT ; lors de la scission, ce syndicat adhère en bloc à la Confédération générale du travail unitaire (CGTU).
Il adhère au Parti communiste dès sa fondation au congrès de Tours, en 1920. En 1923, il se marie une première fois avec une ouvrière maroquinière juive, d’origine lituanienne ; en 1927, il se met en ménage avec Maria Bernuchon, institutrice, elle aussi communiste, le couple a deux enfants.
Pendant toute sa vie, il occupe des responsabilités à la fois au sein de son syndicat et de son parti. Il représente la CGT à l'Internationale syndicale rouge pour laquelle il est délégué à l’étranger entre 1928 et 1932 (Espagne, Amérique du sud). Il exerce aussi des responsabilités au sein de la Fédération de la métallurgie dont il est le secrétaire de 1923 à 1928, date de son départ de la France.
Au sein du PCF, il est notamment membre du Comité central de 1924 à 1928. En 1932, il devient secrétaire de la 13e Union régionale des syndicats (Gironde, Lot-et-Garonne, Gers) ; en 1935, il est secrétaire du Comité de lutte contre la guerre et le fascisme (comité Amsterdam Pleyel). Il mène alors une intense propagande, notamment avec Jules Fourrier en faveur de l'Espagne républicaine.
Pendant l'Occupation, il organise la résistance dans les Charentes et en Loire-Inférieure 1940 à 1942, date à laquelle il est arrêté et torturé. Il est interné dans plusieurs prisons puis déporté à Mauthausen où il fait partie du triangle de direction de la résistance communiste française avec Maurice Lampe et Frédéric Ricol, avant d'intégrer la direction de l’organisation de résistance internationale du camp.
Après la Libération, il devient rédacteur au journal L'Humanité, dont il est nommé directeur de publication en 1957.

## Distinctions
- Médaille de la Résistance
- Croix de guerre tchécoslovaque[1]